# Military brat
Military brat – angielski kolokwializm lub wyrażenie ze slangu militarnego, używane w kilku krajach na określenie dzieci pozostających w służbie członków personelu wojskowego; także określa wyjątkową subkulturę związaną z tą grupą. Jest to także pojęcie określające identyfikację kulturową. Dosłownie oznacza „wojskowy dzieciak/smarkacz”.
Pojęcie to odnosi się do osób, których młodość jest ściśle powiązana z kulturą militarną, wobec czego kultura głównego nurtu (mainstream) może wydawać się im obca, jakby zagraniczna, lub peryferyjna. W wielu krajach, w których występuje subkultura military brat, pojęcie to określa także styl życia związany z dużą mobilnością, bowiem dzieci rodzin żołnierskich często się przeprowadzają, a poszczególne miejsca ich pobytu dzielą spore odległości. Duża mobilność społeczności military brat sprawia, że stanowi ona mieszankę identyfikacji kulturowych, będących składową licznych kultur narodowych i regionalnych, które dane osoby poznają w okresie dorastania.
W kulturze militarnej pojęcie military brat nie uchodzi za obraźliwe, ale raczej wiąże się z przywiązaniem i szacunkiem.